# Vivo cantando: los años dorados
Vivo cantando: los años dorados fue un programa de televisión de telerrealidad emitido por Telecinco en 2003 y presentado por Jesús Vázquez, en colaboración con José María Íñigo, que da una vuelta de tuerca más al formato de la telerrealidad musical y de famosos a la vez.

## Formato
En un experimento nuevo en el mundo reality, Telecinco volvió a apostar por la innovación haciendo una mezcla explosiva de telerrealidad, música, nostalgia, y famosos.
La dinámica es la de una gala semanal en la que los competidores exponen sus temas musicales de los años dorados y se someten así a la votación popular, primero por comunidades autónomas (telefónico y por puntos) y, luego, el auditorio salva a uno de los tres propuestos. De los dos nominados el público salva a uno hasta conseguir un ganador.
Este es un formato muy similar al de Operación Triunfo, solo que en este son cantantes profesionales que han marcado una época y que compiten por volver a los escenarios.
Durante la emisión del programa a lo largo del verano del 2003, el programa logró una media de 2.345.000 de espectadores, lo que supuso un 20,1% de cuota, pero pese al buen dato Telecinco no renovó el concurso por una segunda edición, pero el programa dio la oportunidad de volver a los escenarios a algunos de los concursantes, gracias a su participación en el programa.

## Concursantes
| Concursantes        | Residente  | Mayor Éxito                                                 | Clasificación |
| ------------------- | ---------- | ----------------------------------------------------------- | ------------- |
| Karina              | Jaén       | Representante española en el Festival de Eurovisión de 1971 | Ganadora      |
| Braulio             | Las Palmas | Representante español en Eurovisión 1976                    | Subcampeón    |
| Helena Bianco       | Valladolid | Vocalista de Los Mismos                                     | Finalista     |
| Micky               | Madrid     | Representante español en Eurovisión 1977                    | 5.º Eliminado |
| Tony Ronald (†2013) | Barcelona  | Help! (Ayúdame)...                                          | 4.º Eliminado |
| Elsa Baeza          | Madrid     | El Cristo de Palacagüina, Oye...                            | 3.ª Eliminada |
| Juan Bau            | Valencia   | La Estrella de David...                                     | 2.º Eliminado |
| Alma María Vaesken  | Madrid     | Vocalista de Los 3 Sudamericanos                            | 1.ª Eliminada |

- Datos: Q6164272